# Educación ambiental

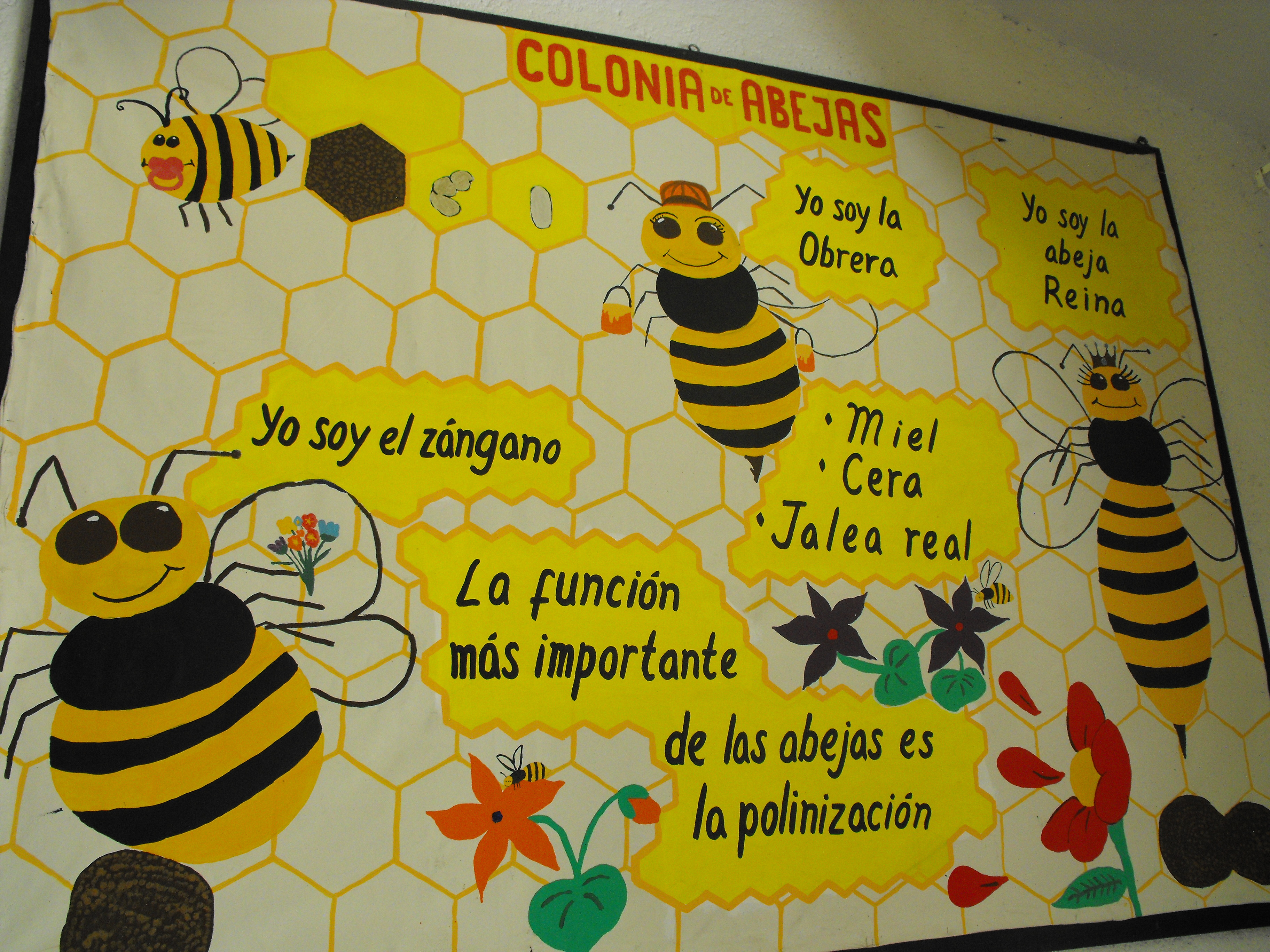
Cartel educación ambiental

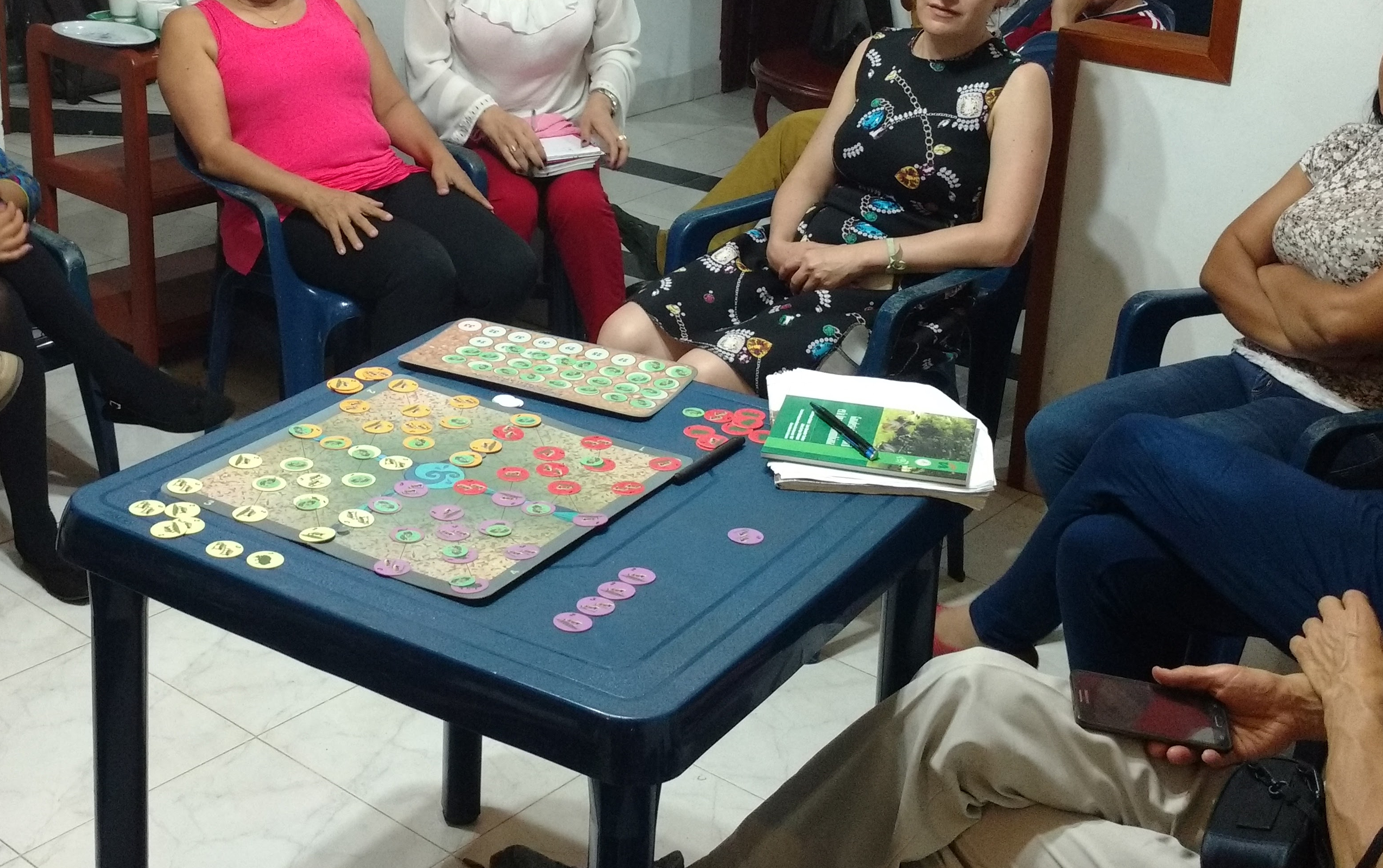
Grupo de adultos aprendiendo sobre ambiente a través de un juego.

La educación ambiental es un campo pedagógico interdisciplinario y heterogéneo que busca generar procesos para la construcción de saberes, valores y prácticas en la ciudadanía para promover la conciencia ecológica y el cuidado del ambiente en espacios de educación formal, no formal e informal. Sus objetivos incluyen reconstruir las relaciones entre sociedad, economía y naturaleza, promoviendo acciones que aborden problemáticas ambientales y sociales.
Este campo integra diversos enfoques, desde un modelo estrecho, centrado en la naturaleza biofísica, hasta un enfoque amplio y emancipatorio, orientado a reconstruir las relaciones entre la sociedad, las personas, la economía y la naturaleza.
El primer hito internacional de la educación ambiental fue la Carta de Belgrado (1975), que estableció objetivos como conciencia, conocimientos, actitudes y participación, Desde entonces, la concepción ha evolucionado en décadas posteriores diferenciándose de la educación para el desarrollo sostenible, aunque ambas áreas mantienen vínculos conceptuales.
El Día Mundial de la Educación Ambiental se celebra el 26 de enero desde 1975, aunque no cuenta con reconocimiento oficial por parte de la UNESCO.

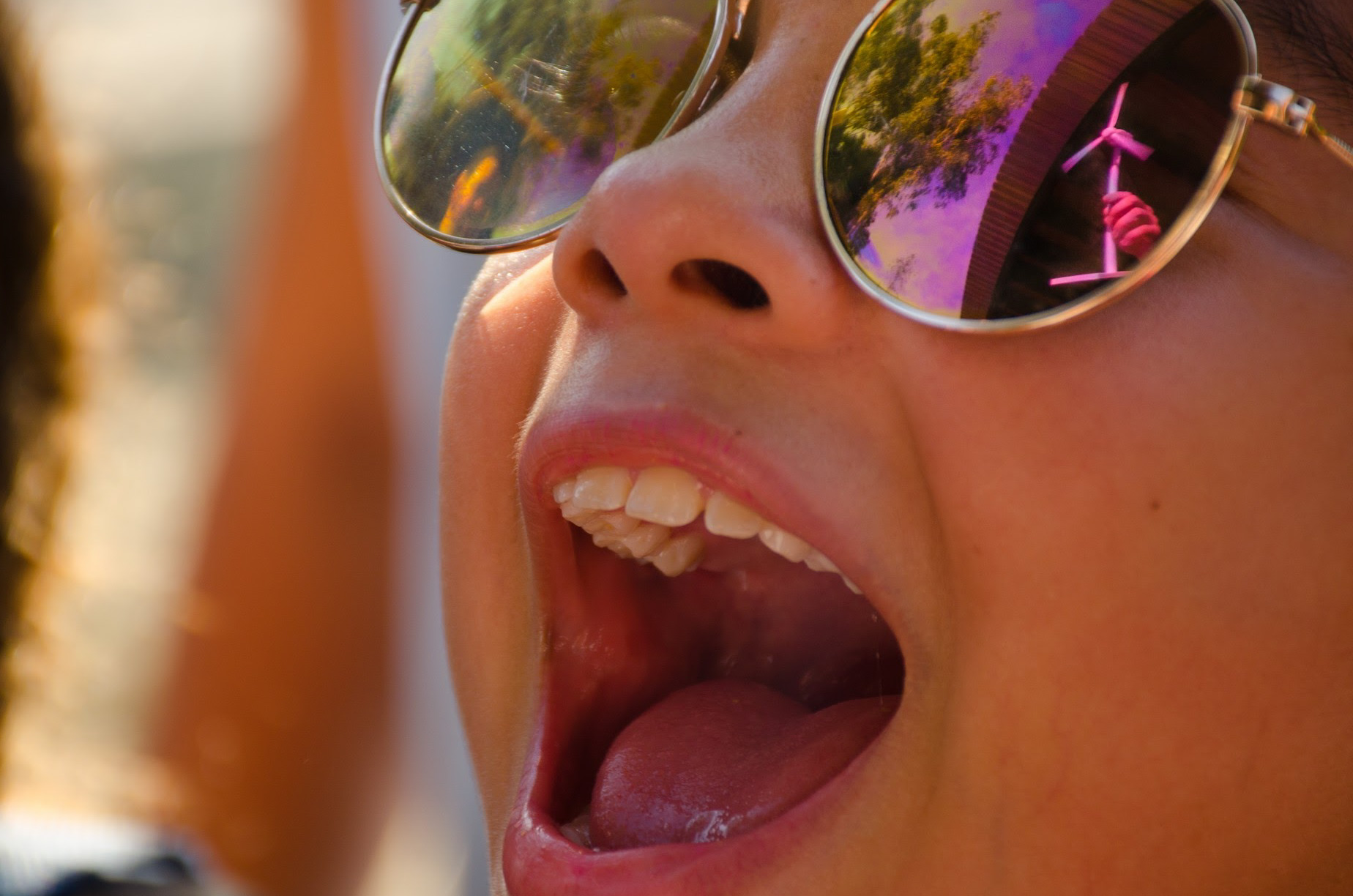
Clase sobre energías renovables en parque natural

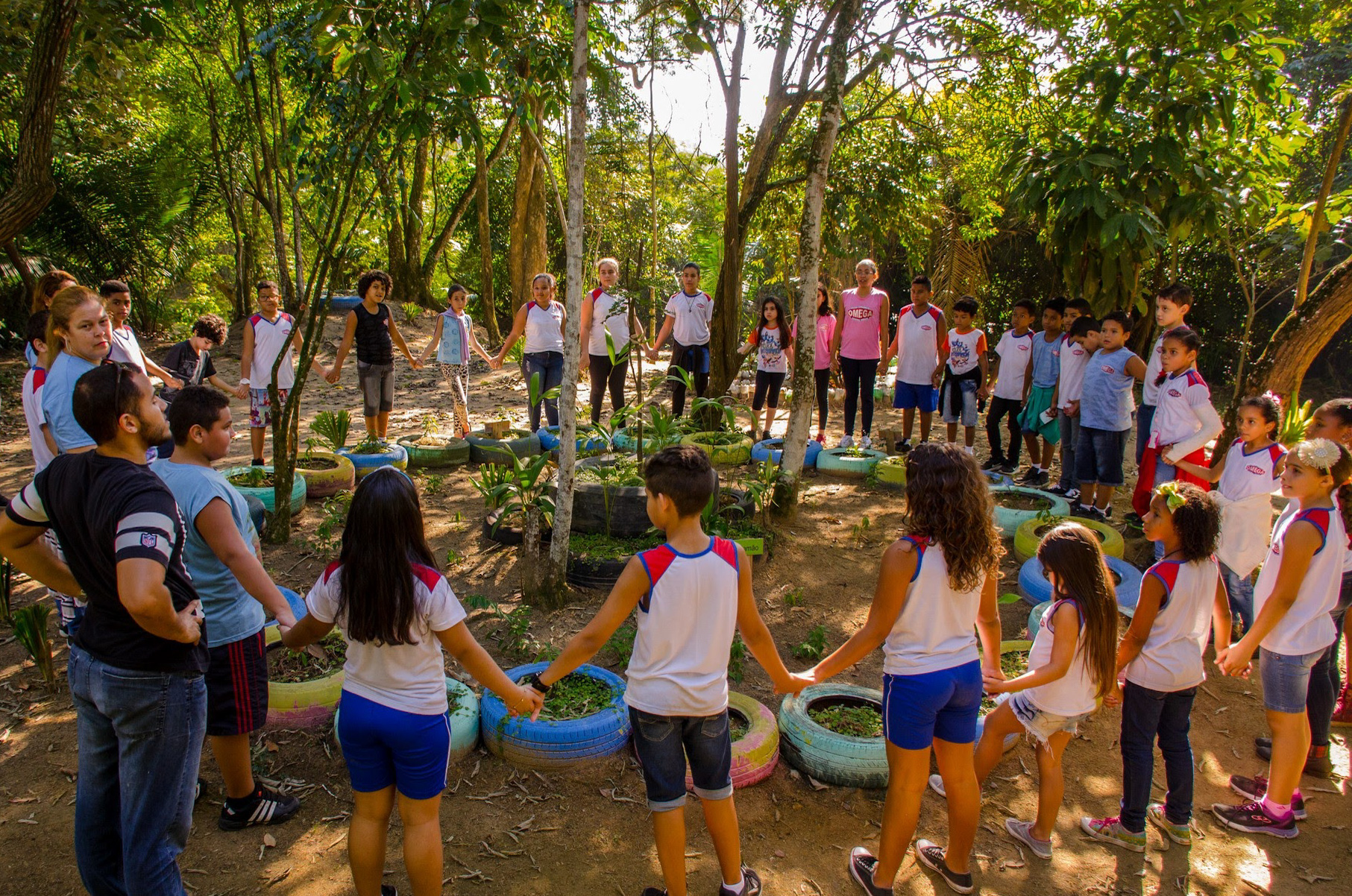
Clase de educación ambiental en parque natural municipal Caixa d`agua

## Definiciones
La primera referencia del término «educación ambiental» surge en 1948 durante una reunión de la Unión Internacional para la Conservación de la Naturaleza (UICN) realizada en París cuando Thomas Pritchard, Director Adjunto de Conservación de la Naturaleza en Gales, sugirió un cambio del término “educación para la conservación”, por la alternativa “Educación ambiental” de manera que lograra una síntesis del conocimiento de las Ciencias Naturales con el de las Ciencias Sociales.
Desde entonces se han publicado diferentes definiciones elaboradas por académicos en artículos científicos, libros, tesis de doctorado, eventos de organismos operacionales como la UNESCO y el PNUMA, eventos de los movimientos sociales y espacios colectivos con participación de toda la comunidad.
El Ministerio de Ambiente y Desarrollo Sostenible de Argentina define a la educación ambiental como:

un campo de intervención político pedagógica que impulsa procesos educativos integrales orientados a la construcción de una racionalidad ambiental, en la cual distintos conocimientos, saberes, valores y prácticas ambientales confluyen y aportan a la formación ciudadana y al ejercicio del derecho a un ambiente sano, digno y diverso
Ministerio de Ambiente y Desarrollo Sostenible de Argentina. ¿Qué es la educación ambiental?

El Ministerio de Medio Ambiente de Chile la define como la promoción de la sustentabilidad (junto con los valores ecológicos) y la toma de conciencia ecológica, con el fin de generar hábitos, habilidades, actitudes, sensibilidades y conductas en la población. El Ministerio de Educación de Perú define a la educación ambiental como la formación de ciudadanos ambientalmente responsables que contribuyan al desarrollo sostenible. Asimismo, en México, de acuerdo con la Secretaría del Medio Ambiente y Recursos Naturales (SEMARNAT) la educación ambiental constituye un enfoque pedagógico que forma al individuo para desempeñar un papel crítico en la sociedad y establecer una relación armónica con la naturaleza.
Por otro lado, la investigadora canadiense Lucie Sauve la definió como un proceso que busca «la reconstrucción del sistema de relaciones entre personas, sociedad y ambiente». El académico Alejandro Teitelbaum la definió en 1978 como:

la acción educativa de permanente por la cual la comunidad comprende dichas relaciones y sus causas profundas. Esta se desarrolla mediante una práctica que vincula al educando con la comunidad, valores y actitudes 
que promueven un comportamiento dirigido hacia la transformación superadora de esa realidad, tanto en sus aspectos naturales como sociales, desarrollando en el educando las posibles habilidades y actitudes necesarias para dicha transformación así como también hace uso de elementos didácticos para poder cubrir necesidades ambientales y mejorar el entorno.
A. Teitelbaum. El papel de la educación ambiental en América Latina

## Historia
El término educación ambiental apareció por primera vez en documentos oficiales de organismos multilaterales en 1972, a partir de la Conferencia de Estocolmo. El principio 19 de la Declaración de Estocolmo establecía que:

Es indispensable una labor de educación en cuestiones ambientales, dirigida tanto a las generaciones jóvenes como a los adultos y que preste la debida atención al sector de población menos privilegiado, para ensanchar las bases de una opinión pública bien informada y de una conducta de los individuos, de las empresas y de las colectividades inspirada en el sentido de su responsabilidad en cuanto a la protección y mejoramiento del medio en toda su dimensión humana. Es también esencial que los medios de comunicación de masas eviten contribuir al deterioro del medio humano y difundan, por el contrario, información de carácter educativo sobre la necesidad de protegerlo y mejorarlo, a fin de que el hombre pueda desarrollarse en todos los aspectos.
Principio 19. Declaración de Estocolmo

En 1975, la UNESCO y el PNUMA organizó el Seminario Internacional de Educación Ambiental en Belgrado. Allí surgió la Carta de Belgrado, que estableció objetivos, metas y estrategias para alcanzar los objetivos de la educación ambiental. Además, definió que la educación ambiental debía ser accesible a todo el público en general, incluyendo a la enseñanza no formal entre sus destinatarios. La Carta de Belgrado determinó que la educación ambiental era una «herramienta que contribuirá a la formación de una nueva ética universal que reconozca las relaciones del hombre con la naturaleza; la necesidad de transformaciones en las políticas nacionales, hacia una repartición equitativa de las reservas mundiales y la satisfacción de las necesidades de todos los países». La Carta de Belgrado estableció que la meta de la educación ambiental es:

Llegar a una población mundial que tenga conciencia del medio ambiente y se interese por él y por sus problemas conexos y que cuente con los conocimientos, aptitudes, actitudes, motivación y deseo necesario para trabajar individual y colectivamente en la búsqueda de soluciones a los problemas actuales y para prevenir los que pudieran aparecer en lo sucesivo.
Carta de Belgrado

Dos años más tarde, en 1977, la UNESCO y el PNUMA convocaron la I Conferencia Intergubernamental sobre Educación Ambiental en Tiflis, de donde surgió la Declaración de Tiflis. Esta Declaración “señala el acuerdo unánime en la importancia del papel de la educación ambiental en la preservación y en el mejoramiento del ambiente mundial, así como en el desarrollo sano y equilibrado de las comunidades del mundo.” La Declaración de Tiflis actualiza y clarifica la declaración de Estocolmo y la Carta de Belgrado al incluir nuevos propósitos y objetivos, características y principios guías de educación ambiental. Se acuerda la incorporación de la educación ambiental al sistema educacional como cualquier otra materia y la cooperación internacional respecto a este tema. Como objetivo no sólo se encuentra la concienciación sino también una participación totalmente activa.
En 2017 la Resolución 72/222 de la Asamblea General de las Naciones Unidas reconoció la EDS como elemento integrante de los ODS de educación de calidad, y reafirmó el papel de la UNESCO como organismo rector de la EDS.
En la 40ª Reunión de la Conferencia General de la UNESCO se aprobó el nuevo marco sobre Educación para el Desarrollo Sostenible: hacia la consecución de los ODS “EDS para 2030 (2020-2030)”, reconocido por la 74ª Asamblea General de las Naciones Unidas mediante su Resolución 74/233.
El nuevo marco se basa en el Programa de Acción Mundial (PAM) para la EDS (2015-2019), que siguió al Decenio de las Naciones Unidas en favor del Desarrollo Sostenible (2005-2014), y se centró en la optimización de la EDS en el contexto de la Agenda 2030 con miras a alcanzar los Objetivos de Desarrollo Sostenible en los próximos diez años.
La UNESCO elaboró una hoja de ruta que proporciona orientaciones a los Estados miembros y otras partes interesadas con miras a la consecución de la EDS de aquí a 2030.

## Objetivos
Teniendo en cuenta la Carta de Belgrado, realizada en octubre de 1975, los Objetivos de la Educación Ambiental a nivel mundial son las siguientes:

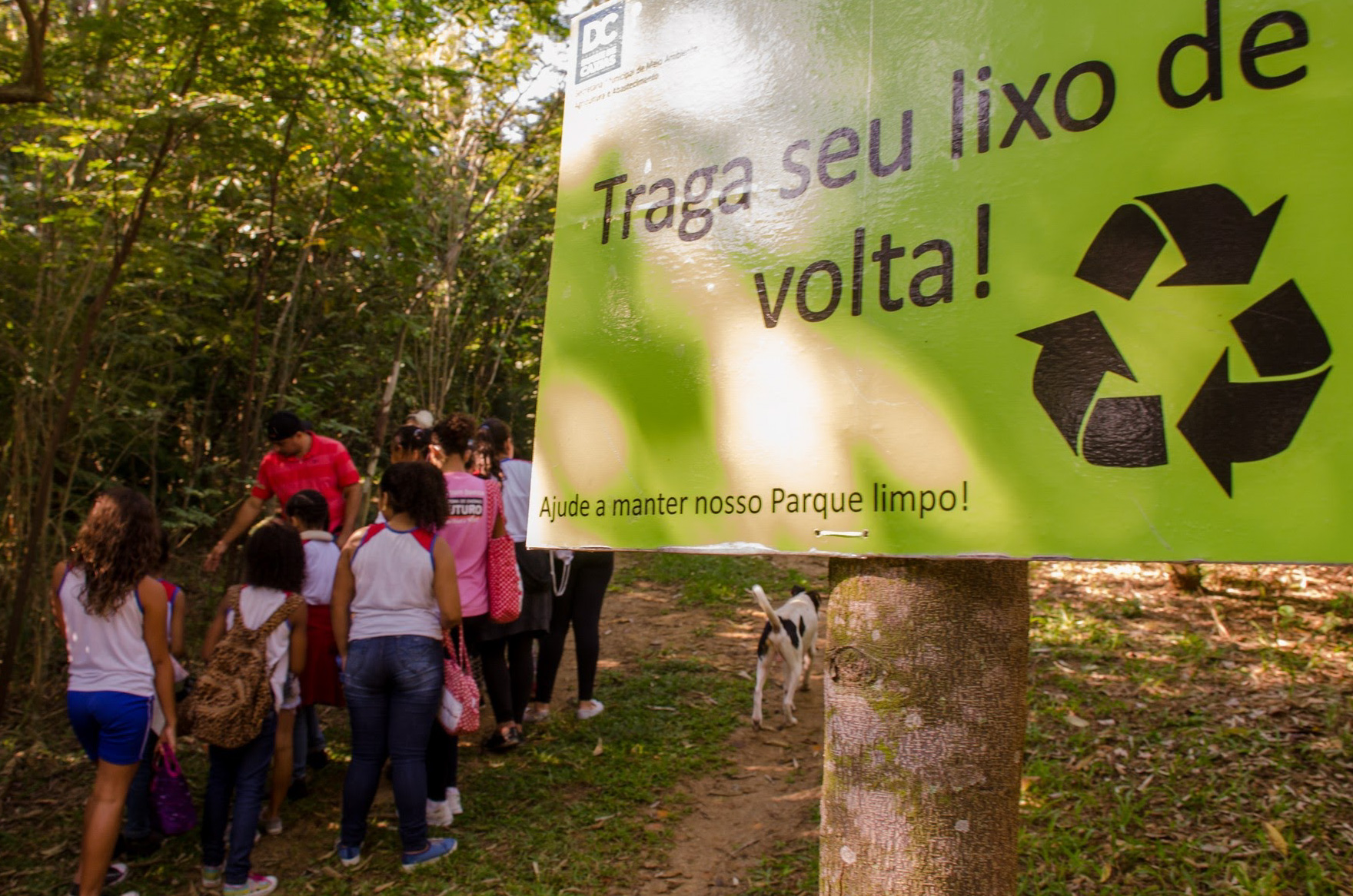
Traiga sus residuos de vuelta. Leyenda del cartel en parque natural durante la actividad de senderismo para escuelas en Duque do Caxias, RJ, Brasil

- Ayudar a adquirir mayor sensibilidad y conciencia sobre el cuidado del medio ambiente, creando soluciones viables para el mantenimiento óptimo del mismo.
- Ayudar a adquirir una comprensión básica del medio ambiente en su totalidad, de los problemas conexos y de la presencia y función de la humanidad en él, lo que entraña una responsabilidad crítica.
- Ayudar a adquirir valores sociales y un profundo interés por el medio ambiente.
- Ayudar a adquirir las habilidades necesarias para resolver los problemas ambientales.
- Capacidad de evaluación. Ayudar a las personas y a los grupos sociales a evaluar las medidas y los programas de educación ambiental en función de los factores ecológicos, políticos, sociales, estéticos y educativos.
- Participación. Ayudar a las personas y a los grupos sociales a que desarrollen su sentido de responsabilidad y a que tomen conciencia de la urgente necesidad de prestar atención a los problemas del medio ambiente, para asegurar que se adopten medidas adecuadas al respecto.
- Desarrollar actitudes responsables en relación con la protección al ambiente.Actividad infantil sobre la importancia del reciclado de residuos urbanos.

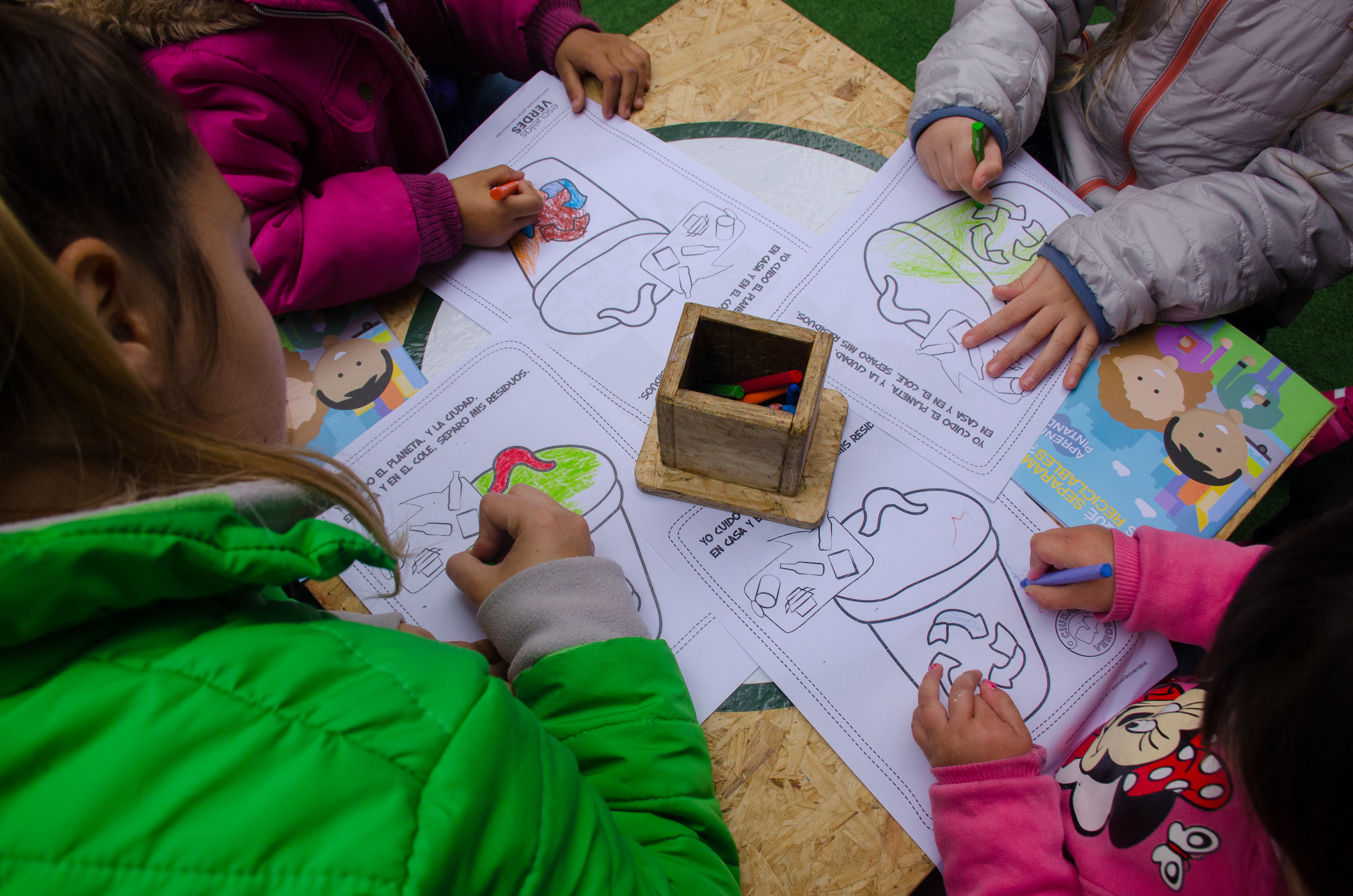
Actividad infantil sobre la importancia del reciclado de residuos urbanos.

- Adquirir hábitos y costumbres acordes con una apropiación cuidadosa de los recursos de uso cotidiano y los medios de transporte.
- Conocer la labor de las principales organizaciones gubernamentales y no gubernamentales, nacionales e internacionales, comprometidas con la problemática ambiental mundial.
- Distinguir las causas que alteran el ambiente
- Identificar la interacción entre los factores naturales y la intervención humana.
- Reconocer la importancia del impacto que ejercen los diferentes modelos económicos en el ambiente.

Otros organismos gubernamentales han tomado estos objetivos y los han resumido o adaptado a su parecer. Por ejemplo, la Agencia de Protección Ambiental de los Estados Unidos define a los objetivos de la educación ambiental como conciencia y sensibilidad, conocimiento y entendimiento, actitudes, habilidades y participación.

## Estrategias
Con el fin de llevar a cabalidad y con éxito los programas de educación ambiental y así mismo cumplir eficazmente con los objetivos, es necesario llevar a cabo las siguientes estrategias:
1. Coordinación intersectorial e interinstitucional: Para que el proceso de la educación ambiental tenga un componente dinámico, creativo, eficaz y eficiente dentro de la gestión ambiental, es necesario que se realice un trabajo conjunto entre los diferentes sectores (Privado y público) y las organizaciones de la sociedad civil involucradas en el tema ambiental. Esto se realiza con el fin de que organizaciones no gubernamentales y las que pertenezcan al estado puedan llevar a cabo de manera más rápida estos procesos de formación.
2. Inclusión de la educación Ambiental en la educación formal y no formal: Este se realiza con el fin que dentro de la educación formal se lleve la inclusión de la dimensión ambiental en los currículos o pensum de la educación básica, media y superior.[29] Y en la educación no formal se hace necesario la implementación de proyectos de educación ambiental por parte de las diferentes entidades que trabajen con fines ambientales, como estas pueden ser jornadas donde se sensibiliza, hay charlas, celebraciones de días de importancia ambiental, entre otros.
3. Participación ciudadana: A través de este mecanismo, se busca educar a la ciudadanía en su conjunto para cualificar su participación en los espacios de decisión para la gestión sobre intereses colectivos. Por lo que a través de la Educación Ambiental, se fomenta la solidaridad, el respeto por la diferencia, buscando la tolerancia y la equidad, por lo que tratará de valerse de estas características para la resolución de problemas de orden ambiental.
4. Investigación: Este proceso permite la comprensión y la solución, a través de un conocimiento más profundo de los problemas ambientales, buscando las causas y los efectos que estos generan no solo en el entorno del hombre, sino que también la influencia de estos en las actividades antropogénicas, por lo que se plantea que la investigación funcione como una estrategia, tanto en el campo natural como social y el cultural, abarcando un mayor rango de influencia para que la educación ambiental sea más efectiva.
5. Formación de educadores ambientales: Esta estrategia favorece que la educación ambiental implique un trabajo interdisciplinario derivado del carácter sistémico del ambiente y de la necesidad de aportar los instrumentos de razonamiento, de contenido y de acción desde las diversas disciplinas, las diversas áreas de conocimientos y las diversas perspectivas.
6. Diseño, implementación, apoyo y promoción de planes y acciones de comunicación y divulgación: A través de este se favorece la promulgación de la educación ambiental, con los diferentes medios de comunicación actual, como son la radio, la televisión y la red. Estos medios además de favorecer la transmisión de noticias e información ambiental, igualmente favorece la publicidad de actividades y días relacionados con el cuidado como también la conservación del entorno.

### Estrategias pedagógicas
- Implementación de las tecnologías de información y comunicación (TIC) en la educación ambiental: Es una estrategia que utiliza las tecnologías como medio de enseñanza para la educación ambiental; un ejemplo claro es el uso de plataformas digitales donde se imparten conocimientos dedicados al aprendizaje del medio ambiente y que han sido un gran referente para el sector al que va dirigido.[30]

- Estudio por medio de las emociones, su impacto y experiencias: La educación ambiental parte desde el aprendizaje emocional, cognitivo y a través de las experiencias. Es necesario crear oportunidades donde los alumnos tengan contacto con sus emociones y valores y estos logren una identidad con temas ambientales, todo esto a través del conocimiento empírico, lo cual promueve en los estudiantes una conexión con su instinto biológico y promueve el desarrollo humano con la naturaleza.[31]

- Estrategia educativa enfocada en la comunidad: Dentro de las universidades, se consideran planes estratégicos enfocados en la localidad, donde se busca la mejora social, esta propuesta se basa en la premisa de educar y buscar soluciones a las problemáticas ambiental de la comunidad.[32]

## Ciudadanía verde
La ciudadanía verde es un enfoque que busca empoderar a los individuos, especialmente a niños y jóvenes, para que adquieran los conocimientos, valores y habilidades necesarias para actuar a favor del medioambiente. Este enfoque permite a los estudiantes convertirse en agentes de cambio ante los desafíos globales del cambio climático y la pérdida de biodiversidad.
La educación tiene un rol central en tres áreas clave para avanzar hacia una economía descarbonizada y resiliente al cambio climático. En primer lugar, debe proporcionar a los estudiantes el conocimiento científico necesario para comprender la crisis climática y la biodiversidad. En segundo lugar, las escuelas deben garantizar la continuidad del aprendizaje incluso durante eventos climáticos extremos. Finalmente, las instituciones educativas deben adoptar prácticas sostenibles en su infraestructura para reducir las emisiones de gases de efecto invernadero (GEI).
El desarrollo de una ciudadanía verde implica el fortalecimiento de tres dimensiones fundamentales en los estudiantes:
1. Conocimiento: Los jóvenes deben recibir formación basada en evidencias científicas sobre temas clave como la biodiversidad, el cambio climático y sus impactos. Este conocimiento es esencial para que puedan tomar decisiones fundamentadas y evaluar las diferentes opciones de mitigación y adaptación ante el cambio climático.
2. Valores: Es crucial que los estudiantes desarrollen un sentido de responsabilidad hacia el medioambiente. La educación debe fomentar valores como el respeto por la naturaleza, la solidaridad y el sentido de justicia, permitiendo que los jóvenes comprendan cómo sus acciones locales pueden tener un impacto global.
3. Capacidad de acción: Los estudiantes deben adquirir habilidades transversales como la resolución de problemas, el pensamiento crítico, la colaboración y el liderazgo. Estas competencias les permitirán no solo enfrentar los retos climáticos actuales, sino también participar activamente en la búsqueda de soluciones sostenibles, tanto a nivel individual como colectivo.

La ciudadanía verde también está vinculada al desarrollo de habilidades técnicas que preparan a los jóvenes para los trabajos verdes. La transición hacia una economía sostenible requiere que los sistemas educativos, en particular los de educación técnica y superior, se coordinen con las estrategias nacionales de descarbonización para garantizar que los estudiantes estén preparados para aprovechar las oportunidades laborales emergentes.
Las instituciones educativas pueden ser un ejemplo vivo de prácticas sostenibles, utilizando infraestructuras ecológicas y recursos como paneles solares y huertas escolares. Estas iniciativas permiten una experiencia educativa experiencial, conectando el aprendizaje teórico con la práctica diaria, y refuerzan el desarrollo de habilidades para la ciudadanía verde. Además, es importante medir el progreso de los estudiantes en el desarrollo de estas competencias, mediante instrumentos que permitan evaluar sus conocimientos, valores y comportamientos respecto a la sostenibilidad.A través de estas intervenciones, la educación ambiental puede formar a futuros ciudadanos verdes, capaces de adaptarse y liderar en un mundo que enfrenta cada vez mayores desafíos ambientales.

## Metodologías

### Huertas escolares

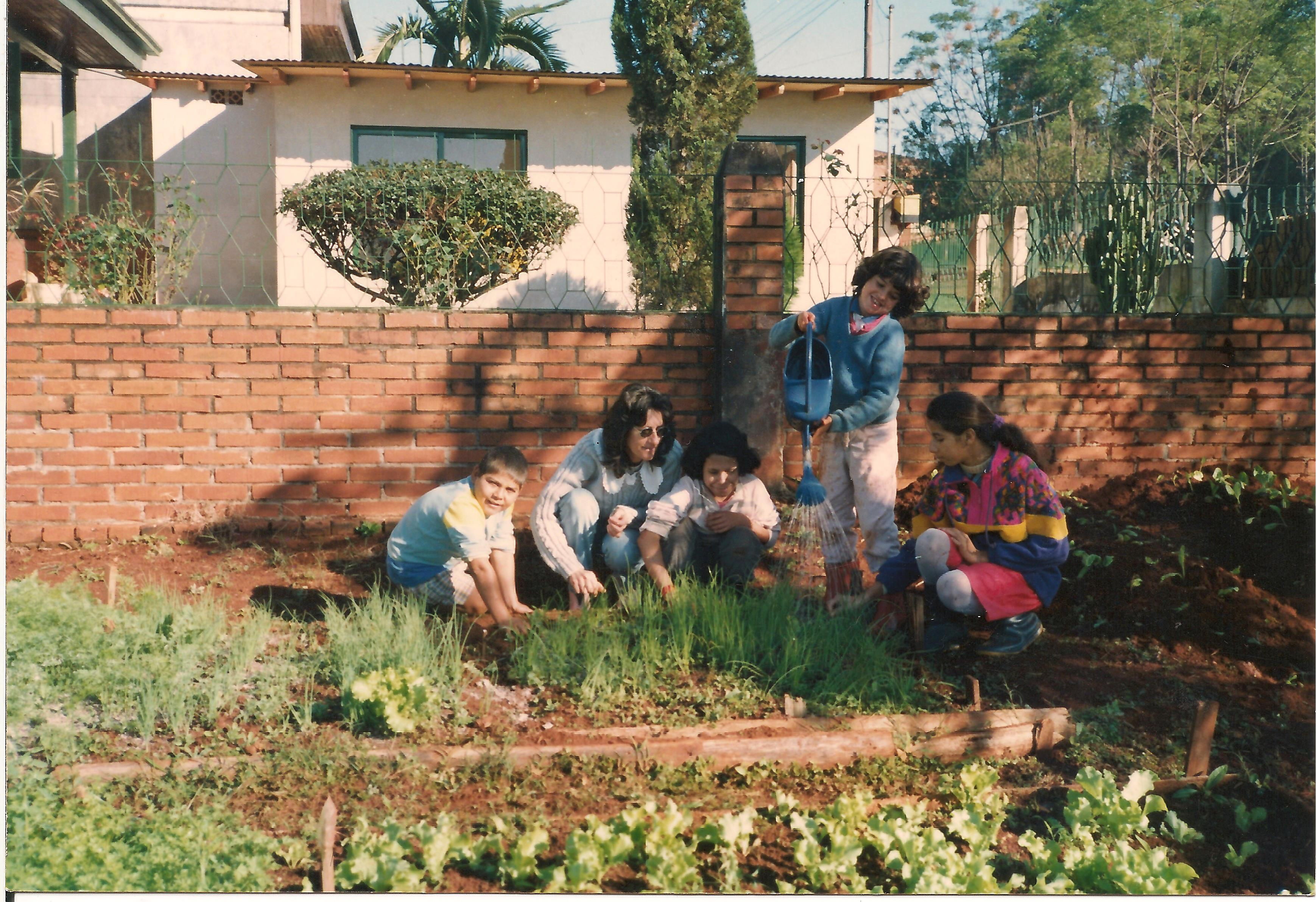
Escuela Especial N° 15 en Jardín América, Argentina. La huerta escolar es mantenida por niños con necesidades especiales.

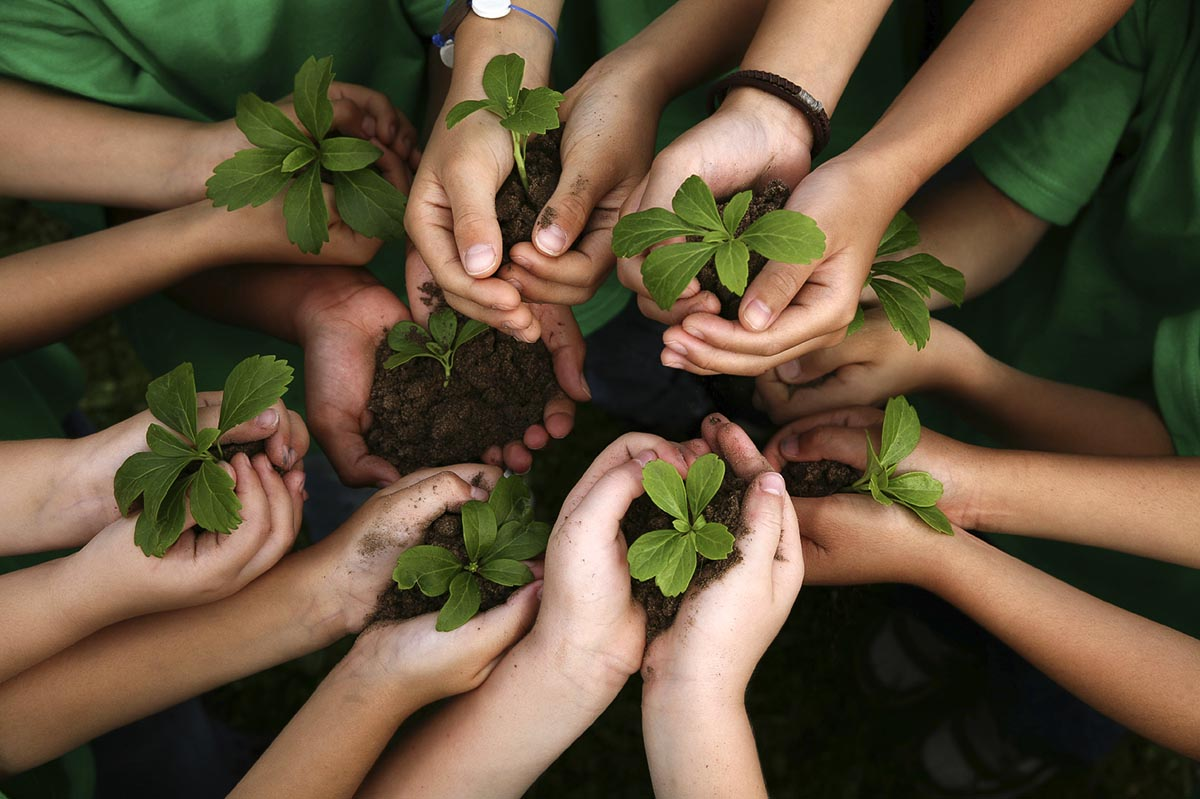
Educación Ambiental para Niños

Las huertas escolares se convirtieron en un recurso didáctico excelente tanto para escuelas rurales o urbanas. Fomentando el cuidado del medio ambiente,  la alimentación autosustentable, el trabajo colectivo, el servicio a la comunidad, la reducción de desechos mediante el armado de composteras, etc.
Algunos países latinoamericanos, como Chile, las incluyen en su política educacional.
La producción de alimentos saludables rescata conocimientos ancestrales de la cultura vinculados con conocimientos científicos, nos da la posibilidad de acercar a los estudiantes a estrategias productivas sustentables que rescatan las potencialidades de la propia naturaleza.
Los problemas medioambientales están cada vez más presentes en nuestra sociedad. Los centros educativos se erigen como un escenario perfecto para abordar la formación medioambiental y así poder desarrollar un espíritu crítico que les haga afrontar estos problemas y plantear soluciones eficaces. Así, los contextos educativos se están haciendo eco de esta demanda y se están desarrollando programas dirigidos a fomentar en el alumnado una conciencia medioambiental y sostenible

### Cine y documentales
Una de las opciones en las que más se ha insistido para intentar concienciar a la juventud es la de hacerlo a través del cine. 
Otra herramienta que ayuda a la educación ambiental sería la música ya que por este medio se pueden transmitir diferentes mensajes no solo a estudiantes y jóvenes, si no a personas de diferentes edades, para que de esta manera pueden comprender la importancia que tiene el cuidado del medio ambiente. Ya que nuestras acciones tendrán consecuencias en un futuro no muy lejano.
El comercio y el manejo de varias campañas de publicidad, impulsan la educación ambiental ya que promueven la adquisición de valores ecológicos, promoviendo el reciclaje e implementando campañas de conservación.
En México, la Secretaría de Medio Ambiente y Recursos Naturales (SEMARNAT), en su página web tiene publicados varios documentales acerca del tema, en los cuales se muestra la importancia de cuidar el medio ambiente y se promueve la cultura de las tres erres (3R’s) reducir, reutilizar y reciclar.
La solución de problemas es una de las técnicas utilizadas en la educación ambiental:
1. El Programa Gandhi: El llamado programa Gandhi, elaborado por los discípulos de este activista social como una aplicación de las enseñanzas del maestro para la promoción de su pueblo, está centrado básicamente en la dotación del individuo de los recursos y destrezas que le capaciten para resolver problemas cotidianos, con un elenco de habilidades en relación directa con su entorno.[47]
2. Método de proyectos Kilpatrick-Macmurray: Sus autores son unos de los más típicos representantes de la corriente pragmatista, en principio, el método fue concebido para las escuelas rurales USA, pero su éxito desbordó el objetivo inicial y fue adoptado por cuantos grupos de jóvenes planeando ejercer una acción modificadora sobre el medio (Grupos Boy Scouts, Club 4H, Cruz Roja). Para los autores, «Un proyecto es un acto problemático localizado en el ambiente natural y resuelto utilizando los recursos que ofrece ese mismo medio natural». De este modo, el joven y su grupo están haciendo frente a necesidades, situaciones y dificultades reales de la vida cotidiana. Para Macmurray-kilpatrick, «hay que combinar el entusiasmo con la capacidad de organización de un plan de actuación. Y siempre se precisa una preparación científica para hacer frente a los proyectos que hay que resolver, por lo que se sitúa al individuo frente a una serie de aprendizajes prácticos, que pretenden dotarle de destrezas pre-profesionales, al tiempo que se le propone participar en la elaboración de los planes de trabajo».[48]
3. El programa Lines y Bolwell: En una línea que intenta conciliar el currículo escolar con las actividades de conocimientos y actuación sobre el medio, los profesores británicos Lines y Bolwell establecen la siguiente secuencia para abordar los problemas del medio ambiente y encontrar soluciones[49]:

- Identificación del problema
- Observación y registro de datos
- Análisis de los datos
- Propuestas de acción

1. El cuidado del medio ambiente requiere la participación de ciudadanos organizados y conscientes de temas como el calentamiento global, la disposición de agua, la deforestación, los patrones de producción y consumo, así como los principios y valores que sustentan a esta sociedad.

Para estos autores la clave para el éxito en la solución de los problemas es organización. En esta organización buscan la cooperación de otras personas, dentro y fuera del marco escolar. El programa está concebido para impulsar el currículo escolar y establece una especie de puente entre este y el entorno próximo al centro, incorporando temas-problema que han de ser resueltos siguiendo la secuencia arriba indicada.

## Programa de la educación ambiental
Las circunstancias que deben concurrir para el logro de la educación ambiental requieren la elaboración de un proyecto, programa o plan. La planificación en el campo de la Educación Ambiental se circunscribe al nivel de un programa. El programa de educación ambiental que se desarrolló es tanto útil para la educación de tipo formal, como la No formal. Además se ajustan a un modelo válido para todos los niveles del sistema escolar, para toda clase de alumnos, niveles de educación, cátedras y toda clase de objetivo del programa. Para la implementación de un programa eficiente en educación ambiental se requiere lo siguiente:
- Coordinar los conocimientos en humanidades, ciencias sociales y ciencias del medio ambiente.
- Estudiar una comunidad de seres vivos en sus condiciones naturales.
- Dar a conocer una variedad de problemas.
- Discernir los aspectos importantes de los banales en un problema para aplicar así las soluciones correctas.
- Enseñar soluciones generales aplicables a diversas situaciones análogas.
- Fomentar las cualidades personales para superar los obstáculos y desarrollar las actitudes.

El orden de presentación de los conceptos, conocimientos y aptitudes asignados deben estar de acuerdo al público al cual se le es transferido la información, esto se debe a que los conocimientos y actitudes de un estudiante de primaria no son los mismos que un estudiante de secundaria, con lo cual el programa de la educación ambiental busca que de forma ordenada se lleve la información adecuada al público adecuado.
El desarrollo temático de la educación ambiental se puede dividir en 4 niveles, que correspondes también al grado de complejidad, el cual es dependiente del público a tratar. Estos niveles son:
1. Nivel 1.Conocimientos de ecología. Este se realiza con el fin de entender el entorno natural que rodea al ser humano, observando sus fundamentos y funciones.
2. Nivel 2. Problemas Ambientales. Este tema, ya es concerniente a observar y evaluar los diferentes factores naturales y/o Antrópicos que presentan afectaciones negativas al medio.
3. Nivel 3. Valoración de soluciones. En esta etapa se evalúan la solución a las diferentes clases y características de problemas ambientales.
4. Nivel 4. Participación, en esta etapa se involucra a la comunidad en implementar la solución adecuada y conveniente, a los problemas ambientales.

## Educación para el desarrollo sostenible
La educación para el desarrollo sostenible (EDS) es un campo disciplinar que busca generar mecanismos y propuestas educativas para educar a niños, jóvenes y adultos en el desarrollo sostenible. El concepto surgió a partir de la Cumbre de la Tierra de Río de Janeiro en 1992,y se consolidó con el lanzamiento del Decenio para la Educación para el Desarrollo Sostenible (2005-2014) por parte de la UNESCO. Posteriormente, la EDS fue incorporada en la Agenda 2030, cristalizada en el Objetivo de Desarrollo Sostenible 4, centrado en una "educación de calidad".También se reconoce su importancia en el Acuerdo de París.

## Educación sobre el cambio climático
La educación sobre el cambio climático (ECC) es una disciplina educativa enfocada en desarrollar respuestas efectivas al cambio climático. Su objetivo es que los estudiantes comprendan las causas y consecuencias de este fenómeno, preparándolos para enfrentar sus impactos y capacitándolos para adoptar estilos de vida más sostenibles. Además de promover la alfabetización climática, la ECC impulsa un cambio de mentalidad hacia la mitigación del cambio climático.
El cambio climático y la educación sobre este tema son desafíos globales que pueden integrarse en los currículos escolares, ofreciendo un aprendizaje contextualizado que fomente una comprensión profunda de las diversas estrategias para abordar este fenómeno.

## Efectos del cambio climático en la educación
El cambio climático está afectando cada vez más la educación a nivel global, con impactos directos e indirectos que se manifiestan de distintas maneras, desde la suspensión de clases debido a eventos meteorológicos extremos hasta la disminución del rendimiento académico en contextos de calor extremo o desastres naturales.
En algunas regiones, como en España, las altas temperaturas han forzado la suspensión de clases en edificios escolares no preparados para soportar el calor. También se han reportado interrupciones por lluvias torrenciales, nevadas intensas e inundaciones, que han dificultado el acceso a las escuelas. Estos eventos climáticos extremos no solo afectan la continuidad de las clases, sino que también impactan el rendimiento académico. Estudios han demostrado que los días de calor extremo están asociados a una disminución significativa en las puntuaciones de exámenes, afectando el aprendizaje a corto y largo plazo.
En América Central y el Caribe, los desplazamientos causados por fenómenos relacionados con el clima, como sequías y huracanes, han exacerbado las desigualdades educativas, especialmente para las poblaciones más vulnerables, como las comunidades rurales, indígenas y los migrantes irregulares. Las familias desplazadas suelen priorizar la seguridad económica sobre la educación, lo que limita el acceso escolar y perpetúa las desigualdades ya existentes. Además, los obstáculos administrativos, como la falta de documentación, y las barreras lingüísticas dificultan aún más el acceso de los desplazados climáticos a una educación de calidad.
En los países en desarrollo, el cambio climático ha provocado que muchos niños abandonen la escuela para trabajar y ayudar a sus familias tras desastres naturales, exacerbando las disparidades educativas. A nivel mundial, los efectos del cambio climático se intensifican en las zonas más vulnerables, donde los niños ya reciben menos años de escolaridad en comparación con los países más desarrollados.

## Legislación

### En Argentina
Ley Yolanda, incluye a todos los empleados públicos del poder Ejecutivo, Legislativo y Judicial de la Nación.
Ley Integral de Educación Ambiental, promover la educación ambiental e incorporar los nuevos paradigmas de la sostenibilidad a los ámbitos de la educación formal, no formal e informal.

### En Chile
La Ley 19.300 define a la educación ambiental como un "proceso permanente de carácter interdisciplinario, destinado a la formación de una ciudadanía que reconozca valores, aclare conceptos y desarrolle las habilidades y las actitudes necesarias para una convivencia armónica entre seres humanos, su cultura y su medio bio-físico circundante" (Art. 2, letra h).

### En Venezuela
La Constitución de la República Bolivariana de Venezuela, estableció en 1999 la obligatoriedad de la educación ambiental, en todos los niveles educativos: "Artículo 107: La educación ambiental es obligatoria en los niveles y modalidades del sistema educativo, así como también en la educación ciudadana no formal." Así mismo estableció una serie de derechos ambientales, entre ellos, el derecho a vivir en un ambiente sano. 